# Cape Breton Highlands
Koordinaten: 46° 30′ 0″ N, 60° 45′ 0″ W

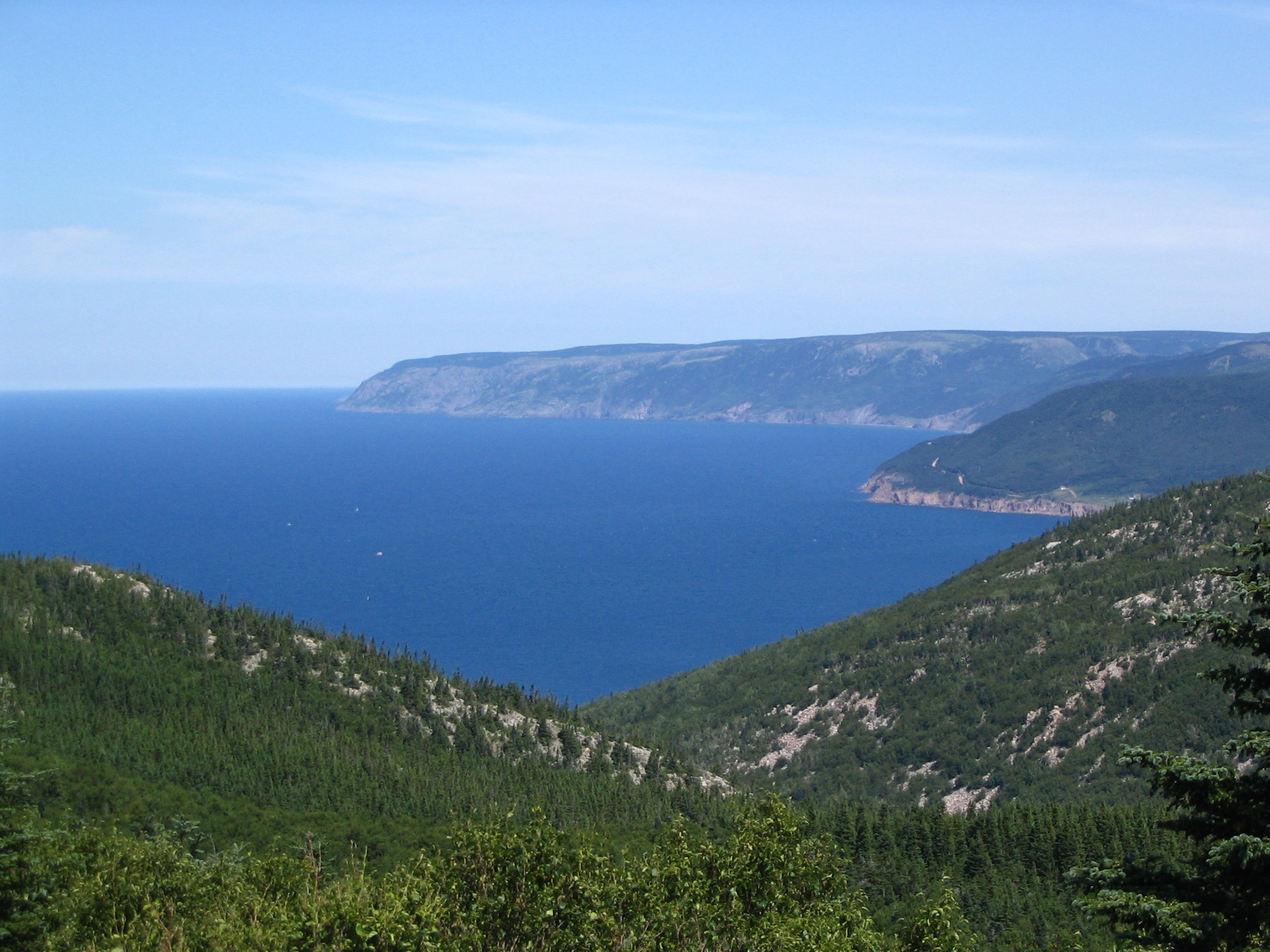
Westküste der Cape Breton Highlands

Die Cape Breton Highlands sind eine Hochebene in der kanadischen Provinz Nova Scotia im Norden der Kap-Breton-Insel.
Das Plateau ist mit dem Atlantik im Osten, der Cabot Strait im Norden, dem Sankt-Lorenz-Golf im Westen und dem Bras d’Or Lake im Süden von Wasser umgeben. Die Höhe reicht von 350 m am Rand der Hochebene bis 532 m am White Hill, der die höchste Erhebung Nova Scotias darstellt.
Die Landschaft besteht aus von tiefen Flusstälern und steilwandigen Canyons durchzogenen Hügelketten. Im Südwesten geht die Hochebene in breite, fruchtbare, von Gletschern gebildete Täler über. Das Landesinnere und der südliche Rand sind von feuchtem, kühlem Laubwald bewachsen. Südhänge über 300 m beherbergen hauptsächlich Balsam-Tannen. Die nördlichen und westlichen Ränder der Hochebene, vor allem in größeren Höhen, ähneln arktischer Tundra.
An der Westküste fallen die Highlands in steilen Klippen in den Sankt-Lorenz-Golf ab, während sie an der Ostküste in flach abfallenden Küstenebenen und Landzungen in den Atlantik übergehen.
1936 schuf die Bundesregierung im nördlichen Drittel der Highlands mit dem Cape-Breton-Highlands-Nationalpark ein 950 km² großes Schutzgebiet. Der Cabot Trail verläuft entlang der Küstenregionen der Highlands. An der Küste existieren einige kleinere Ortschaften, das Innere der Highlands ist jedoch nicht durch öffentliche Straßen erschlossen und kaum besiedelt.
Seit 1875 befindet sich in der Nähe vom Cape North am Money Point ein Leuchtturm, mittlerweile die 4. Generation, das Cape North Lighthouse.